# Due Leoni-Fontana Candida
Due Leoni-Fontana Candida är en station på Roms tunnelbanas Linea C. Stationen är belägen vid Via Casilina i kvarteret Due Leoni i området Fontana Candida i sydöstra Rom och togs i bruk år 2014.
Stationen Due Leoni-Fontana Candida har:
- Biljettautomater
- WC

## Kollektivtrafik
- Busshållplats för ATAC

## Omgivningar
- Santa Maria Madre di Ospitalità
- San Bernardino da Siena
- Via Casilina
- Piazzale Van Gogh